# Rodolfo Almirón
Rodolfo Eduardo Almirón Sena (Puerto Bermejo, província de Chaco, Argentina, 17 de febrer de 1936 - Ezeiza, província de Buenos Aires, Argentina, 5 de juny de 2009) fou un policia i activista polític ultradretà argentí, subcomissari de la Policia Federal Argentina i dirigent de l'organització Aliança Anticomunista Argentina, coneguda als anys 70 com la Triple A o AAA.

## Biografia
Almirón va néixer el 17 de febrer de 1936 a la ciutat argentina de la província de Chaco coneguda com a Puerto Bermejo, sent fill d'Emigidio Almirón i Bonifacia Sena. Vinculat a diversos atemptats i assassinats de líders polítics i socials d'esquerra, fugí cap a l'Estat espanyol el juliol de 1975 juntament amb José López Rega per convertir-se amb el cap del cos de guardaespatlles del dirigent franquista Manuel Fraga Iribarne i entrenador de guardaespatlles de la guarda presidencial de Felipe González.
Al voltant de les 15:30h (UTC+1) del 28 de desembre de 2006, la Policia espanyola el va detenir al poble de Torrent (Horta Oest), després de rebre via Interpol l'ordre internacional de crida i cerca emesa el 20 de desembre pel jutge argentí Daniel Ercolini. L'endemà, un jutge de Torrent va dictar presó incondicional, a instàncies de l'Audiència Nacional, fins al moment que fos traslladat a Madrid perquè s'iniciessin els tràmits d'extradició. Almirón fou descobert per periodistes del diari El Mundo, que varen publicar un extens informe sobre la seva vida i la de la seva parella, Ana María Gil Calvo, en un apartament del barri de Xenillet, a Torrent.
En la causa judicial argentina, Almirón acumulà l'acusació d'homicidi i associació il·lícita, en doble greuge i reiterat. El 26 de desembre, l'Audiència Nacional va acceptar la resolució de "lesa humanitat", presentat pel jutge argentí Norberto Oyarbide, titular del Jutjat Federal número 5, amb el qual els delictes comesos per la Triple A no haurien prescrit.
Era considerat el cap operatiu de la Triple A entre mitjans de 1973 i març de 1976 i se l'imputà haver assassinat personalment el diputat peronista Rodolfo Ortega Peña, el sots-cap de la policia de Buenos Aires Julio Tomás Troxler, el professor universitari Silvio Frondizi i el seu gendre Luis Ángel Mendiburu, així com la participació en la mort d'entre 600 i 1000 persones, com per exemple el capellà Carlos Mújica.
Almirón figurà a la llista de mercenaris estrangers identificats pel general espanyol José Antonio Sáenz de Santamaría que van participar en els Fets de Montejurra el 9 de maig de 1978, a la vegada que se sospità de la seva vinculació a organitzacions com el Batallón Vasco Español, antecedent dels GAL, o la lògia massona Propaganda Due de Licio Gelli.
Un cop extradit a l'Argentina, durant el mes de maig de 2008 el seu procés estava pendent de revisions mèdiques per a determinar si el seu estat de salut permetia continuar amb ell, ja que durant la detenció es trobava sota tractament mèdic per recuperar la memòria, que aparentment va perdre per una embòlia. Morí el 5 de juny de 2009 en un hospital de la ciutat d'Ezeiza, a les proximitats de la de Buenos Aires, mentre estava detingut i sota procés.